# Datsu-A Ron
Datsu-A Ron (Kyūjitai: 脫亞論, Shinjitai: 脱亜論?) fue un editorial publicado en el periódico japonés Jiji Shimpo el 16 de marzo de 1885 argumentando que el Japón Meiji debería abandonar los gobiernos conservadores de la dinastía Qing de China y la dinastía Joseon de Corea y alinearse con Occidente. El título Datsu-A Ron ha sido traducido de varias maneras, incluyendo "Adiós Asia", "Desasianización", "Arrojando Asia" y "Saliendo de Asia".

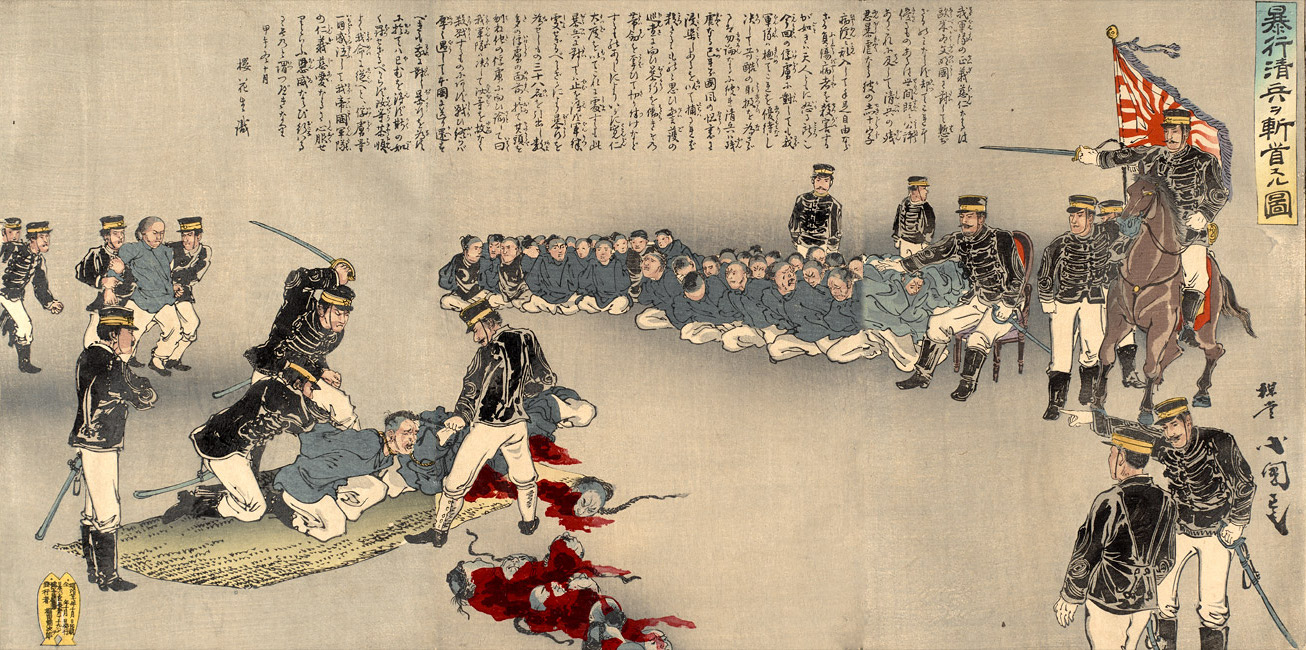
Ilustración de soldados japoneses decapitando a desertores Qing

Fue escrito de forma anónima, probablemente por el autor y educador Yukichi Fukuzawa. El editorial se incluyó en el segundo volumen de las obras completas de Fukuzawa en 1933, y en 1996, Shinya Ida utilizó métodos lingüísticos forenses para analizar el Datsu-A Ron y concluyó que el escritor era Yoshio Takahashi o Fukuzawa.

## Resumen
El artículo declara primero que el "viento de la occidentalización" está soplando a través de la región y que los países pueden acomodarlo y "probar el fruto de la civilización" o quedarse sin elección en su propio destino. "La civilización es como el sarampión", continúa, "y es mejor que el sarampión que puede generar intereses". Considera que el shogunato Tokugawa ha impedido este camino hacia la "civilización" y la autodeterminación, y argumenta que su derrocamiento fue necesario para deshacerse de lo viejo y obtener lo nuevo. De esta manera, el autor ve a Japón durante la restauración Meiji como "dejando Asia" espiritualmente, ya que sus dos vecinos, China y Corea, no parecen estar adoptando tal reforma. A menos que haya pioneros para reformar estos países, serían conquistados y divididos por fuerzas externas, como lo demuestran los tratados desiguales y la amenaza de fuerza que Estados Unidos y otras potencias occidentales imponen a los países asiáticos.

Un pasaje clave dice:

- Una vez que el viento de la civilización occidental sopla hacia el este, cada brizna de hierba y cada árbol en el este siguen lo que trae el viento occidental.
- La propagación de la civilización es como el sarampión.
- En mi opinión, estos dos países [China y Corea] no pueden sobrevivir como naciones independientes con el ataque de la civilización occidental hacia el Este.
- No es diferente del caso del hombre justo que vive en un barrio de una ciudad conocida por su necedad, desorden, atrocidad y falta de corazón. Su acción es tan rara que siempre está enterrada bajo la fealdad de las actividades de sus vecinos.
- No tenemos tiempo para esperar la iluminación de nuestros vecinos para poder trabajar juntos hacia el desarrollo de Asia. Es mejor para nosotros dejar las filas de las naciones asiáticas y echar nuestra suerte con las naciones civilizadas de Occidente. Aquellos [que] son íntimos con malos amigos también se consideran malos, por lo tanto, negaré a esos malos amigos asiáticos de mi corazón.

## Antecedentes históricos
Se dice que el Datsu-A Ron es la respuesta de Fukuzawa a un intento fallido de los coreanos de organizar una facción de reforma efectiva, un intento que él había apoyado. Había invitado a jóvenes aristócratas coreanos a su escuela. Apoyó a Yu Giljun, quien es el primer estudiante extranjero de Corea, y uno de sus discípulos, Kim Okgyun, intentó un golpe de Estado en 1884 pero fracasó. Estos fracasos empujaron a Fukuzawa a desarrollar su ideología de "dejar Asia". Sin embargo, la asistencia brindada a los coreanos radicales durante esta era generalmente no pretendía llevar a una independencia completa de la península, sino que buscaba poner a Corea bajo una influencia japonesa cada vez mayor. Esto culminó en los juegos de poder cínicos llevados a cabo en Corea por los coreanos apoyados por Fukuzawa y el Ejército Imperial Japonés durante la Guerra sino-japonesa.
El entusiasta apoyo de Fukuzawa a la guerra tuvo mucho que ver con sus opiniones sobre la modernización. Al igual que muchos de sus pares en el gobierno, Fukuzawa finalmente creía que la modernización en Asia podría lograrse mejor con la punta de un arma. Él creía que China sufría de principios arcaicos e inmutables. En el momento de la guerra, la atadura de los pies seguía siendo una práctica en China, así como los castigos y torturas crueles que Japón ya había prohibido, el opio se vendía en la calle y las instituciones políticas no podían defenderse de las incursiones extranjeras. Los ferrocarriles y los impuestos se vendieron para pagar la deuda. Del mismo modo, Japón sufrió la humillación de tener que soportar tratados desiguales con las potencias occidentales, y Fukuzawa esperaba que una muestra de destreza militar influyera en la opinión de Occidente hacia la revisión del tratado. Con la esperanza de un Japón fuerte, Fukuzawa vio a los países asiáticos alrededor de Japón como posibles elementos de disuasión que necesitaban orientación.

## Legado
En 2004, Yo Hirayama investigó el legado intelectual del artículo, y concluyó que fue efectivamente olvidado desde su publicación en 1885 hasta la década de 1950, cuando comenzó a ser citado como un ejemplo del militarismo japonés durante el período Meiji.
El Datsu-A Ron no atrajo ningún comentario sobre su publicación en 1885. Hirayama no encontró referencias a él en Jiji Shinpo después del 16 de marzo de 1885 o en el Tokio Yokohama Mainichi Shinbun, el Yubin Houchi Shinbun o el Choya Shinbun entre el 17 de marzo y marzo 27, y concluyó que fue efectivamente olvidado durante los siguientes 48 años. En julio de 1933, Keio Gijyuku incluyó el editorial en el volumen 2 de Zoku-Fukuzawa Zenshū (続福澤全集, "Las obras completas continuas de Fukuzawa"). Desde entonces, Fukuzawa ha sido considerado el escritor. No hubo más comentarios desde 1933 hasta 1951.
Durante las décadas de 1950 y 1960, se citó en varios libros y artículos:
1. Shigeki Tōyama (noviembre de 1951), Nisshin-sensō to Fukuzawa Yukichi (日清戦争と福沢諭吉, "La guerra chino-japonesa y Yukuchi Fukuzawa")
2. Shiso Hattori (mayo de 1952), Toyo-ni-okeru Nihon-no ichi (東洋における日本の位置, "La posición de Japón en Asia")
3. Shiso Hattori (agosto de 1953), Bunmei-kaika (文明開化, "La civilización")
4. Masanao Kano (junio de 1956), Nihon Kindai-Shiso-no Keisei (日本近代思想 の 形成, "La formación de ideas modernas japonesas")
5. Koji Iizuka (julio de 1960) Ajia-no-nakano Nihon (ア ジ ア の な か の 日本, "Japón en Asia")
6. Yoshitake Oka (junio de 1961), Kokuminteki dokuritsu-to Kokkarisei (国民的独立 と 国家理性, "Independencia nacional y razón estatal")
7. Yoshimi Takeuchi (junio de 1961), Nihon-a Ajia (日本とアジア, "Japón y Asia")

También se volvió a publicar en su totalidad en Takeuchi (agosto de 1963), Gendai-Nihon Shiso Taikei (現代日本思想大系, "La encuesta de ideas japonesas actuales") y Masafumi Tomita, Shun-ichi Tsuchihashi ed. (junio de 1960), Fukuzawa Yukichi Zensyu (福澤諭吉全集, "Las obras completas de Yukichi Fukuzawa"), vol. 10).
Luego, en 1967, se publicaron dos libros de bolsillo populares que comentaron sobre el Datsu-A Ron, a saber, Fukuzawa Yukichi - Ikitsuzukeru Shisoka (福沢諭吉-生きつづける思想家, "Yukichi Fukuzawa - Living Theorist") por Kenji Kono y Fukuzawa Yukichi (福沢諭吉, "Yukichi Fukuzawa") de Masanao Kano. Esto hizo que la editorial fuera notoria en Japón como un ejemplo del militarismo japonés.
En marzo de 1981, Junji Banno publicó la nueva interpretación del Datsu-A Ron en el comentario de Fukuzawa Yukichi Sensyu (福沢諭吉選集, "Obras seleccionadas de Yukichi Fukuzawa") vol. 7, ISBN 4-00-100677-4, sugiriendo que estaba abordando el fracaso de los coreanos para organizar una facción de reforma política efectiva.